# Запис храст код школе (Паковраће)
Запис храст код школе (Паковраће) се налази на парцели чији је власник Основна школа.

## Локација
| Општина             | Чачак                                                                       |
| Катастарска општина | Паковраће                                                                   |
| Потес               | Рудине                                                                      |
| Координате          | 43° 53′ 50″ С; 20° 16′ 08″ И / 43.897100000000002° С; 20.268799999999999° И |
| Надморска висина    | 288m                                                                        |

## Карактеристике
Дендрометријске вредности утврђене на терену и сателитским снимцима:
| Стабло                     | Храст |
| Висина стабла              | m     |
| Обим дебла                 | m     |
| Пречник крошње             | 19m   |
| Пречник дебла              | m     |
| Висина дебла до прве гране | m     |

## База записа
Запис је у оквиру Викимедија пројекта "Запис - Свето дрво" заведен под редним бројем 0567.